# Zoophycos

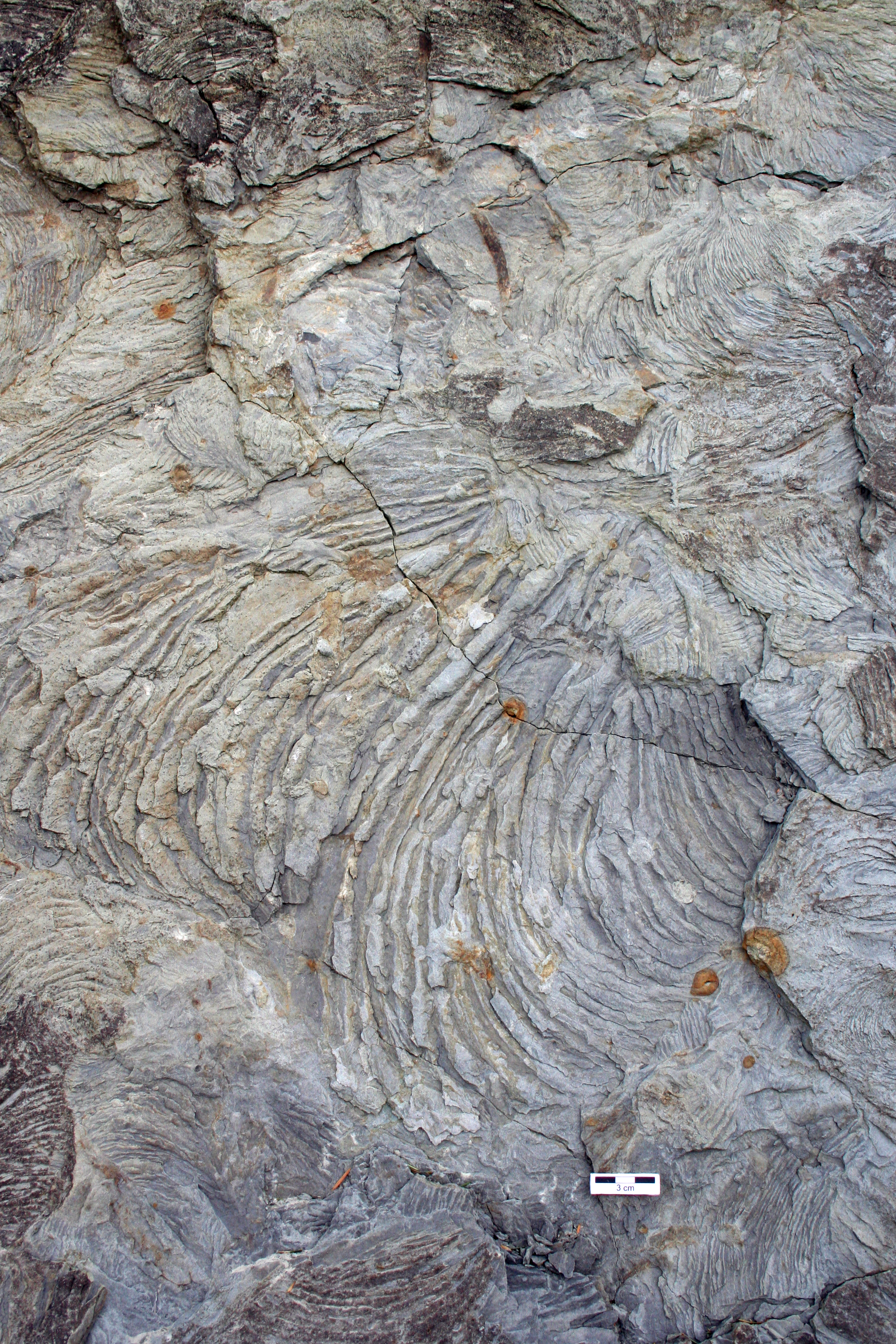
Zoophycos en la Formación Carlisle Center, del Devónico del estado de Nueva York, EEUU.

Zoophycos Massalongo, 1855 es un paragénero de icnofósiles presente en rocas sedimentarias de facies marina superficial a marina profunda, nunca fluvial, desde el periodo Precámbrico hasta la actualidad.
Las trazas de Zoophycos son muy complejas. Se presentan como una estructura profusamente estriada por rastros estrechos de perfil en U o J. Estos rastros forman numerosos planos lobulados, irregulares y no completamente paralelos entre sí, de forma helicoidal alrededor de una galería central. El resultado es un fósil tabular de tipo spreite en cuyas paredes pueden aparecer pelets fecales. 
El sustrato en el que fueron realizadas no es constante apareciendo tanto en fondos arenosos, como fangosos o limosos. Se ha relacionado con estructuras de alimentación de un anélido o artrópodo. Este organismo formaría una galería vertical correspondiente al eje del icnofósil. Desde este eje el productor filtraría el sustrato en diferentes planos en busca de materia orgánica abandonando tras de sí arena y desechos. Sin embargo en algunos ejemplares se observa que el material que rellena el rastro es similar al de la superficie por lo que cabe la posibilidad de que el organismo realmente se alimentara fuera de la galería y no filtrando el sedimento.